# やさしさの玉手箱
「やさしさの玉手箱」（やさしさのたまてばこ）は、石田燿子（石田よう子名義）の2枚目のシングル。1994年8月1日に日本コロムビアから発売された。

## 概要
前作「乙女のポリシー/好きと言って」以来、約1年4か月ふりとなるリリース。
1994年8月 - 9月にNHKの音楽番組『みんなのうた』で放送された楽曲である。同番組の映像は擬人化したハムスターのキャラクターが主人公のアニメーション。歌を担当した石田よう子は、『みんなのうた』では初めての起用となった。
B面の「雲が晴れたら」は彩恵津子が歌った同番組で1987年6月 - 7月に放送された楽曲である。
2024年3月現在、廃盤となっている。音源は日本コロムビアから販売のコンピレーションアルバムに収録されている。

## シングル収録内容
| #  | タイトル                             | 作詞     | 作曲・編曲 | 歌       |
| -- | ------------------------------------ | -------- | ---------- | -------- |
| 1. | 「やさしさの玉手箱」                 | AZUSA    | 都志見隆   | 石田燿子 |
| 2. | 「雲が晴れたら」                     | 彩恵津子 | 羽田一郎   | 彩恵津子 |
| 3. | 「真実の扉」(オリジナル・カラオケ)   |          |            |          |
| 4. | 「闇を越えて」(オリジナル・カラオケ) |          |            |          |

## 収録アルバム
- 「NHKみんなのうた ～輝きの彼方へ」（1995年）
- 「NHKみんなのうた ベスト～一円玉の旅がらす」（1997年）
- 「NHKみんなのうた みならいカメレオン」（2010年）
- 「NHKみんなのうた ベスト40　こころ歌・つながり歌」（2012年）
- 「NHKみんなのうた 55 アニバーサリー・ベスト 〜しまうまとライオン〜」（2016年）

など
この他、キングレコードから販売されたコンピレーションアルバムには春口雅子によるカバーが収録されている。